# Интервью с вампиром (фильм)
«Интервью́ с вампи́ром» (англ. Interview with the Vampire: The Vampire Chronicles, также известен как «Интервью с вампиром: Хроника жизни вампира») — американский кинофильм 1994 года режиссёра и продюсера Нила Джордана, мистическая драма, снятая по мотивам одноимённого романа американской писательницы Энн Райс. В центре сюжета фильма — луизианский креол Луи де Пон дю Лак, обращённый в 1791 году в вампира и решившийся спустя двести лет рассказать одному репортёру историю своей жизни. Премьера фильма состоялась 11 ноября 1994 года в Соединённых штатах. В первые выходные фильм собрал более 36 000 000 долларов, суммарные же сборы от проката по всему миру составили 223 000 000 долларов.
Критики в среднем положительно отнеслись к фильму. Картина была отмечена премиями BAFTA в номинациях «лучшая операторская работа» и «лучшая работа художника-постановщика», а также номинирована на «Оскар» за лучшие декорации и лучшую музыку.

## Сюжет
У молодого аристократа XVIII века, луизианского креола Луи при родах умирает жена, ребёнка также не удалось спасти. После этого у Луи пропадает желание жить. Он пускается во все тяжкие в надежде обрести смерть, но случай сводит его с настоящим вампиром из Старого Света по имени Лестат, который превращает Луи в себе подобного.
Луи долго не может переступить через барьер убийства и питается кровью крыс. Вместе с Лестатом они переезжают в Новый Орлеан, где в это время свирепствует чума. Здесь Луи срывается и пьёт кровь больной девочки Клодии, потерявшей мать. Лестат не даёт девочке умереть и превращает её в вампира. Он понимает, что это единственный способ удержать Луи около себя. Клодия с азартом начинает убивать людей, её жажда крови необычайно сильна, помноженная на аппетит и жестокость ребёнка. Вместе с Лестатом они развлекаются, постоянно убивая людей, иногда расправляясь даже с целыми семьями.
По прошествии многих лет Клодия замечает, что нисколько не выросла с тех пор, как стала вампиром. Она завидует красоте взрослых привлекательных женщин, это приводит ее в истерику. Когда она пытается отрезать себе волосы, они через минуту отрастают вновь. Из мести за свою судьбу, по которой ей суждено навсегда остаться ребёнком, и отвращения к его манипуляциям Клодия решает убить Лестата. Она подсовывает ему трупы детей (мёртвая кровь ядовита для вампиров), а затем перерезает ему горло. Клодия и Луи выбрасывают тело Лестата в болото. Однако Лестат, хоть и в ужасном состоянии, но возвращается, напившись живой крови рептилий из болота. Клодии с Луи приходится сжечь его вместе с особняком.
После этого Луи и Клодия отправляются на судне в Старый Свет в поисках себе подобных. Долгое время они не могут найти других вампиров. В конце концов в Париже они встречают Армана. Ему уже более 400 лет, и он, по его словам, самый старый из всех ныне живущих вампиров. Арман руководит целой группой вампиров. Вместе они устраивают театральные представления с настоящими реальными убийствами. У Луи оказывается много вопросов к нему.
Клодия чувствует, что Луи скоро покинет её, и просит его превратить в вампира женщину по имени Мадлен. Мадлен недавно потеряла дочь, и теперь видит в Клодии ребёнка, который никогда не умрёт. Луи с неохотой выполняет просьбу. Однако Клодии не суждено счастливо жить со своей новой «матерью». Приближённые Армана, заподозрив Луи и Клодию в убийстве Лестата, захватывают всех троих и запирают женщин в «солнечной яме». Солнце сжигает Клодию и Мадлен, а Луи, замурованный в гробу в стене, не в силах им помочь. Из плена его спасает Арман. Луи мстит труппе вампиров, обливая маслом гробы, в которых они спят, и поджигая их; тех, что были в этот момент вне гробов, убивает, разрубая их косой. После этого он обвиняет Армана в том, что это он сдал Клодию, и оставляя его в одиночестве, возвращается в Америку, где живёт до наших дней и пьёт по ночам кровь людей. Однажды он встречает Лестата. Лестат не умер, но влачит жалкое существование в заброшенных строениях, питаясь крысами, как когда-то Луи. Он никак не может привыкнуть к тем переменам в современном мире, с которыми Луи давно свыкся.
Всю эту историю Луи рассказывает Дэниелу Моллою, молодому репортёру одной из радиостанций. Выслушав рассказ вампира, репортёр просит Луи сделать его вампиром, но тот отказывается. В машине, по дороге домой, на Дэниела нападает Лестат и кусает его. Вампир обещает дать ему выбор (смерть или обращение в вампира).

## В ролях
В главных ролях
| Актёр              | Роль              |
| ------------------ | ----------------- |
| Том Круз           | Лестат де Лионкур |
| Брэд Питт          | Луи де Пон дю Лак |
| Кирстен Данст      | Клодия            |
| Антонио Бандерас   | Арман             |
| Стивен Ри          | Сантьяго          |
| Кристиан Слейтер   | Дэниэл Моллой     |
| Домициана Джордано | Мадлен            |

В эпизодах
| Актёр            | Роль                       |
| ---------------- | -------------------------- |
| Джон Макконнелл  | игрок в покер              |
| Индра Ове        | проститутка                |
| Хелен Маккрори   | проститутка                |
| Беллина Логан    | девушка в таверне          |
| Тэнди Ньютон     | Иветт                      |
| Роджер Ллойд-Пак | учитель игры на фортепиано |
| Сара Стокбридж   | Эстелль                    |
| Марчел Юреш      | вампир                     |

## Награды и номинации
| Премия           | Категория                            | Имя                                      | Результат |
| ---------------- | ------------------------------------ | ---------------------------------------- | --------- |
| «Оскар»          | Лучшая работа художника—постановщика | Франческа Ло Скьяво, Данте Ферретти      | Номинация |
| «Оскар»          | Лучшая музыка к фильму               | Эллиот Голденталь                        | Номинация |
| «Золотой глобус» | Лучшая женская роль второго плана    | Кирстен Данст                            | Номинация |
| «Золотой глобус» | Лучшая музыка к фильму               | Эллиот Голденталь                        | Номинация |
| BAFTA            | Лучшая операторская работа           | Филипп Руссело                           | Победа    |
| BAFTA            | Лучший грим и причёски               | Стэн Уинстон, Мишель Бёрк, Жан Арчибальд | Номинация |
| BAFTA            | Лучший дизайн костюмов               | Сэнди Пауэлл                             | Номинация |
| BAFTA            | Лучшая работа художника-постановщика | Данте Ферретти                           | Победа    |
| «Сатурн»         | Лучший фильм ужасов                  |                                          | Победа    |
| «Сатурн»         | Лучший режиссёр                      | Нил Джордан                              | Номинация |
| «Сатурн»         | Лучшая мужская роль                  | Брэд Питт                                | Номинация |
| «Сатурн»         | Лучшая мужская роль                  | Том Круз                                 | Номинация |
| «Сатурн»         | Лучший молодой актёр или актриса     | Кирстен Данст                            | Победа    |
| «Сатурн»         | Лучшая музыка к фильму               | Эллиот Голденталь                        | Номинация |
| «Сатурн»         | Лучший дизайн костюмов               | Сэнди Пауэлл                             | Победа    |
| «Сатурн»         | Лучший грим и причёски               | Рик Бейкер, Ве Нилл                      | Победа    |
| «Сатурн»         | Лучший грим и причёски               | Стэн Уинстон, Мишель Бёрк                | Номинация |
| MTV Movie Awards | Лучший фильм                         | Нил Джордан                              | Номинация |
| MTV Movie Awards | Лучшая мужская роль                  | Брэд Питт                                | Победа    |
| MTV Movie Awards | Самый желанный мужчина               | Брэд Питт                                | Победа    |
| MTV Movie Awards | Самый желанный мужчина               | Том Круз                                 | Номинация |
| MTV Movie Awards | Самый желанный мужчина               | Кристиан Слейтер                         | Номинация |
| MTV Movie Awards | Прорыв года                          | Кирстен Данст                            | Победа    |
| MTV Movie Awards | Лучший экранный дуэт                 | Том Круз и Брэд Питт                     | Номинация |
| MTV Movie Awards | Лучший злодей                        | Том Круз                                 | Номинация |
| «Золотая малина» | Худший актёрский дуэт                | Том Круз и Брэд Питт                     | Победа    |